# Старая Гута (Брянская область)
Старая Гута — село в составе Унечского района Брянской области России. Административный центр Старогутнянского сельского поселения.

## Население
| 2010 | 2013 |
| ---- | ---- |
| 761  | ↘742 |